# گاما گیسوی برنیکه
گاما گیسوی برنیکه یک ستاره است که در صورت فلکی گیسوی برنیکه قرار دارد.